# Хеврон (гора)
Хеврон (івр. הר חברון‎, араб. جبل الخليل‎) — геологічна формація та географічний регіон в Юдеї, переважно на півдні території Західного берегу, із західними схилами на території Ізраїлю. Ця територія в стародавні часи була центром держав ізраелітів та хасмонеїв. На честь гори названі ізраїльський район Гар-Хеврон і юдейське місто Хеврон.